# Хрудим
Хрудим (чеш. Chrudim) град је у Чешкој Републици. Хрудим је други по величини град управне јединице Пардубички крај, у оквиру којег је седиште засебног округа Хрудим.

## Географија
Град Хрудим се налази у средишњем делу Чешке републике. Град је удаљен од 120 км источно од главног града Прага, а од првог већег града, Пардубица, свега 12 км јужно.
Хрудим се налази у источном делу Бохемије. Град лежи на истоку Средњочешке котлине, на приближно 240 м надморске висине. Кроз град протиче истоимена река Хрудимка, притока Лабе. Јужно од града издиже се Чехоморавско горје.

## Историја
Подручје Хрудима било је насељено још у доба праисторије. Насеље под данашњим називом први пут се у писаним документима спомиње у 995. године, а насеље је 1263. године имало градска права.
1919. године Хрудим је постао део новоосноване Чехословачке. У време комунизма град је нагло индустријализован. После осамостаљења Чешке дошло је до пада активности индустрије и тешкоћа са преструктурирањем привреде.

## Становништво
Хрудим данас има око 23.000 становника и последњих година број становника у граду лагано опада. Поред Чеха у граду живе и Словаци и Роми.

## Партнерски градови
- Олесњица

## Галерија
- Споменик на главном тргу
- Градска саборна црква
- Градска кућа
- Хотел „Бохемија“